# Филиппов, Максим Валерьевич
Макси́м Вале́рьевич Фили́ппов (15 февраля 1984, Магнитогорск) — российский футболист, нападающий.

## Карьера
Начинал свою карьеру в «Металлурге-Метизнике», за который выступал на позиции защитника.
В 2003 году перешёл в «Амкар», в котором за три сезона провёл 8 игр, в том числе 2 матча в Премьер-Лиге. Играл в ряде клубов Первого дивизиона. Помимо «Амкара» это «Текстильщик-Телеком», «Мордовия» и «Металлург-Кузбасс».
С 2011 по 2013 года выступал за команду «Амур-2010» из Благовещенска. В начале 2014 года перешёл в пермский «Октан». В 2014 году являлся игроком команды «Биолог-Новокубанск».